# USS Underhill (DE-682)
Pour les articles homonymes, voir Underhill (homonymie).
L'USS Underhill (DE-682) est un destroyer d'escorte de classe Buckley construit pour l'United States Navy durant la Seconde Guerre mondiale. Le 24 juillet 1945, il est coulé dans la mer des Philippines par un Kaiten japonais.

## Histoire
L'USS Underhill est un destroyer d'escorte de la classe Buckley appartenant à l'US Navy sous l'indicatif DE682. Il a été attaqué et coulé vraisemblablement par le sous-marin d'attaque des Forces impériales japonaises I-58, le 26 juillet 1945, dans le même secteur où le USS Indianapolis (CA-45) a été envoyé par le fond quatre jours plus tard, suivi de la tragédie que les marins ont subie, notamment les attaques de requins. 
Sur les 234 hommes d'équipages et officiers 112 trouvent la mort.